# 204836 Xiexiaosi
204836 Xiexiaosi è un asteroide della fascia principale. Scoperto nel 2007, presenta un'orbita caratterizzata da un semiasse maggiore pari a 3,1074436 UA e da un'eccentricità di 0,0652915, inclinata di 17,12734° rispetto all'eclittica.